# Steinernes Meer

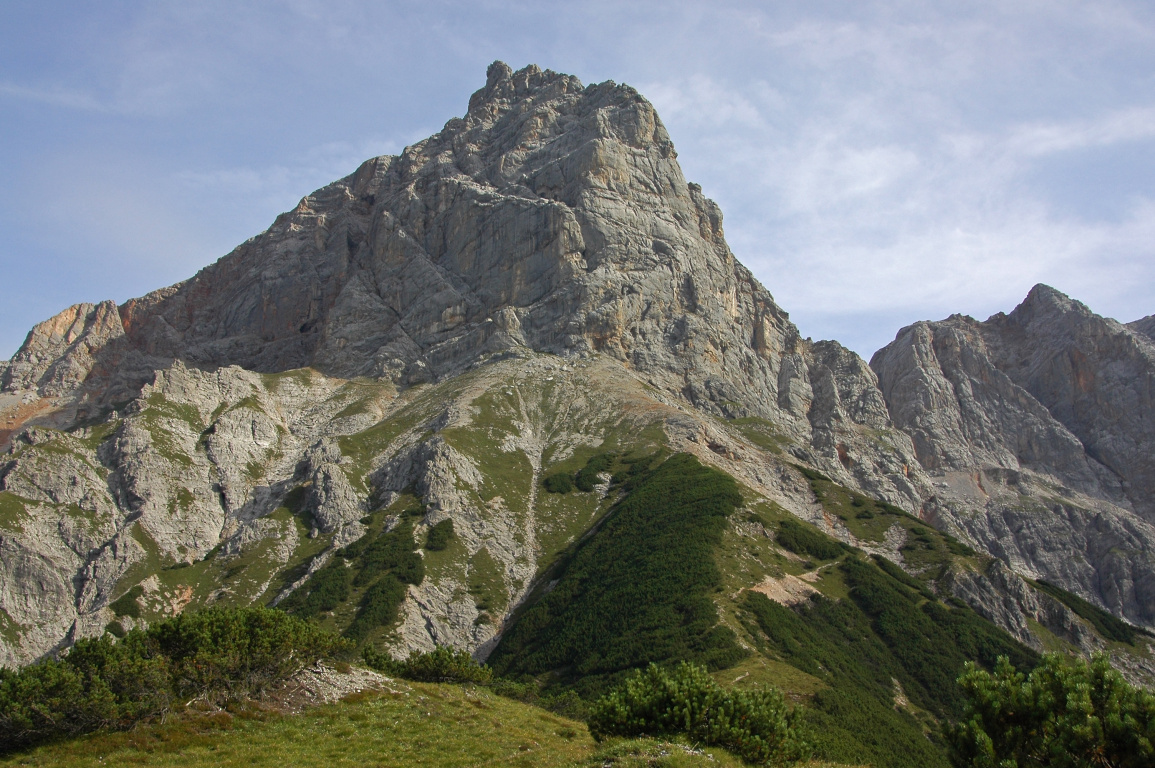
Selbhorn

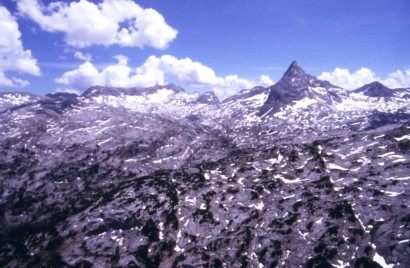
Schönfeldspitze

Steinernes Meer – płaskowyż na granicy Niemiec (Bawaria) i Austrii (Salzburg), w Północnych Alpach Wapiennych. Według Alpenvereinseinteilung der Ostalpen leży w Alpach Berchtesgadeńskich (AVE 10). Płaskowyż zajmuje powierzchnię ok. 160 km². Bawarska część płaskowyżu należy do Parku Narodowego Berchtesgaden. 
Najwyższe szczyty płaskowyżu:
| - Selbhorn 2655 m, - Schönfeldspitze 2653 m, - Brandhorn 2609 m, - Großer Hundstod 2594 m, - Langeck 2593 m, - Funtenseetauern 2578 m, - Wildalmkirchl 2578 m, - Schareck 2567 m, - Poneck 2559 m, - Grießkogel 2543 m, - Graskopf 2519 m, - Wildalmrotenkopf 2515 m, - Mannlköpfe 2505 m, - Breithorn 2504 m, - Mitterhorn 2491 m, |  | - Aulhorn 2481 m, - Wurmkopf 2451 m, - Reißhorn 2411 m, - Schindlkopf 2356 m, - Alpriedelhorn 2351 m, - Persailhorn 2347 m, - Schneiber 2330 m, - Laubwand 2312 m, - Sommerstein 2308 m, - Brandenberg 2302 m, - Gjaidkopf 2268 m, - Schottmalhorn 2232 m, - Rotwandl 2231 m, - Finstersbachköpfe 2163 m, - Viehkogel 2158 m. |  |

Schroniska:
- Kärlingerhaus (1630 m),
- Riemannhaus (2177 m),
- Ingolstädter Haus (2119 m)
- Peter-Wiechenthaler-Hütte (1752 m),
- Biwakschachtel (2457 m).